# Gill Sans

Gill Sans

A Gill Sans é uma fonte tipográfica sem serifa criada por Eric Gill de 1927 a 1930. É uma das primeiras fontes caracterizadas como grotescas, tendo influenciado o projeto de diversas outras, como a Helvetica.
A Bitstream comercializa esta fonte com o nome Humanist521 BT, que é encontrada nos CDs-ROM de instalação de dois pacotes de programas da Corel: a suíte de aplicativos de edição gráfica CorelDRAW e o conjunto de softwares de escritório WordPerfect.